# Папаљионти (Вибо Валенција)
Папаљионти је насеље у Италији у округу Вибо Валенција, региону Калабрија.
Према процени из 2011. у насељу је живело 151 становника. Насеље се налази на надморској висини од 456 м.